# La Ravoire
La Ravoire is een gemeente in het Franse departement Savoie (regio Auvergne-Rhône-Alpes). La Ravoire telde op 1 januari 2022 9.154 inwoners. De plaats maakt deel uit van het arrondissement Chambéry.

## Geschiedenis
Tot 1575 heette de plaats Villard-Valmar. Het was niet meer dan een gehucht op een heuveltop. Ze werd hernoemd naar het adellijk geslacht De La Ravoire. De plaats groeide, werd een parochie en na de Franse Revolutie een gemeente. Als voorstad van Chambéry kende de gemeente in de twintigste eeuw een sterke bevolkingsgroei. In 1975 werd La Ravoire de hoofdplaats van een kanton.

## Geografie
De oppervlakte van La Ravoire bedroeg op 1 januari 2022 6,82 vierkante kilometer; de bevolkingsdichtheid was toen 1.342,2 inwoners per km².
De autosnelweg A43 loopt door de gemeente.
De onderstaande kaart toont de ligging van La Ravoire met de belangrijkste infrastructuur en aangrenzende gemeenten.

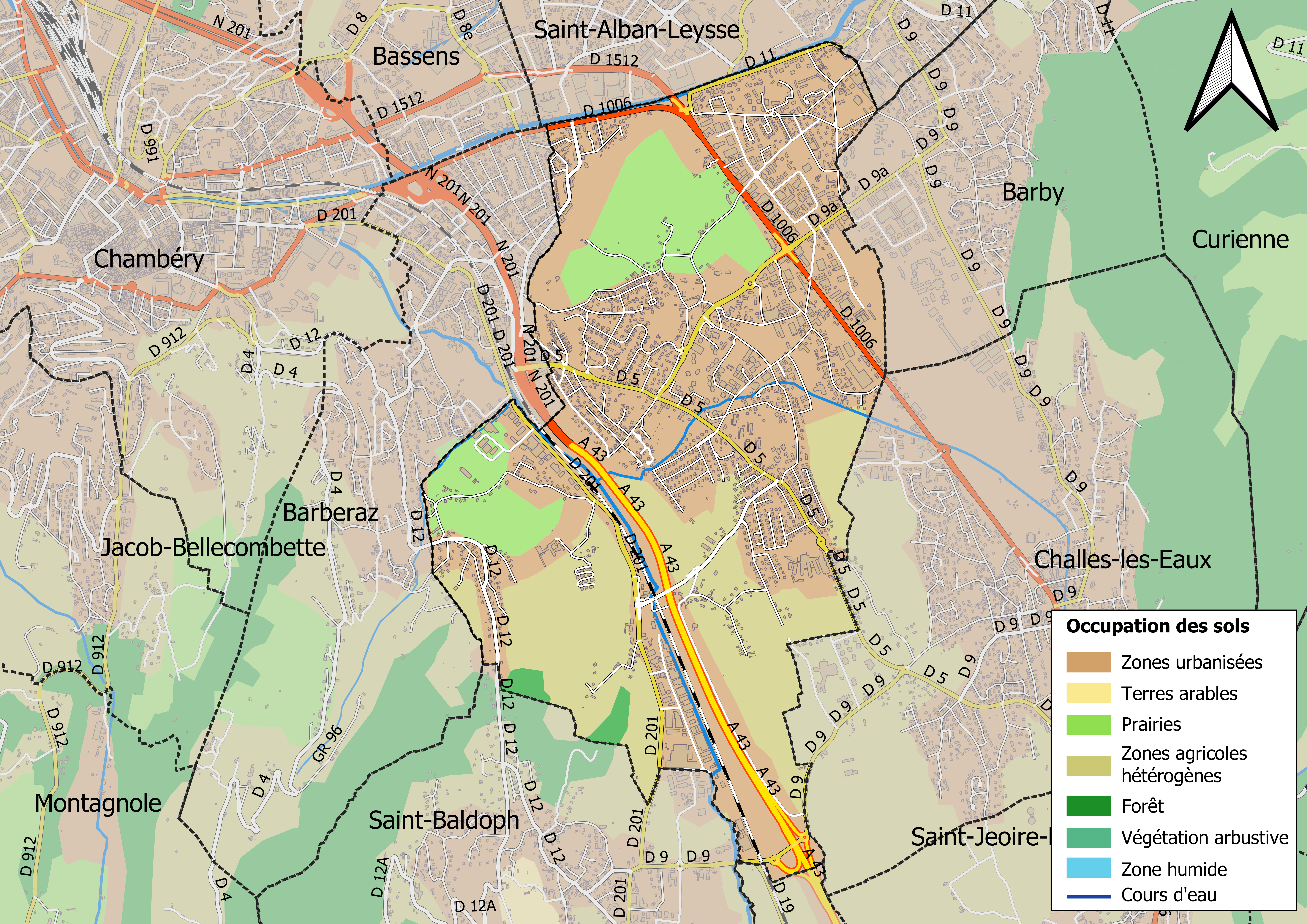

## Demografie
Onderstaande figuur toont het verloop van het inwonertal (bron: INSEE-tellingen).